# 青山邦彦
青山 邦彦（あおやま くにひこ、1965年 - ）は、日本の絵本作家。

## 人物・来歴
東京都生まれ。早稲田大学理工学部建築学科卒業、同大学院修士課程修了。建築設計事務所勤務を経て、1995年に独立し、絵本作家となる。2002年ボローニャ国際絵本原画展、ノンフィクション部門入選。第20回ブラティスラヴァ世界絵本原画展 (BIB)出展。 企業監修での絵本作りもしている。

## 著作
- 『こびとのまち』作・絵. パロル舎, 1996.11
- 『おんがくのまち』作・絵. パロル舎, 1997.6
- 『ねじまき鳩がとぶ』青山邦彦,多田敬一 画. パロル舎, 1998.5
- 『サバンナのとけい』講談社の創作絵本 2000.12
- 『ドワーフじいさんのいえづくり』作・絵. フレーベル館, 2003.10
- 『永遠の空間 描かれた世界遺産』彰国社, 2004.11
- 『おおきなやかたのものがたり』作・絵. PHP研究所, 2006.10
- 『むしのおんがくがっこう』作・絵. あかね書房, 2007.10
- 『いたずらゴブリンのしろ』作・絵. フレーベル館, 2007.10
- 『たのしいたてもの』作・絵. 教育画劇, 2009.1
- 『探Q!日本のひみつ まちでみつけた日本のきせつ』帝国書院, 2009.3
- 『クモおばさんのおうちやさん』作・絵. あかね書房, 2009.5
- 『探Q!日本のひみつ～日本のきせつ～』帝国書院, 2010.2
- 『探Q!日本のひみつ～世界いさん～』帝国書院, 2010.2
- 『探Q!日本のひみつ～日本のまつり～』帝国書院, 2010.2
- 『てんぐのきのかくれが』作/絵. 教育画劇, 2010.5
- 『探Q!日本のひみつ～いろいろなしごと～』帝国書院, 2011.2
- 『探Q!日本のひみつ～歴史あるまちなみ～』帝国書院, 2011.2
- 『さがせ!日本の歴史 どこにいる?だれがいる?』岩崎書店, 2012.11
- 『ぐんぐんのびる!東京スカイツリー断面図と大パノラマ』講談社の創作絵本 2012.5
- 『だましえだいく』作・絵. フレーベル館, 2013.10
- 『イラストと地図からみつける!日本の産業・自然』全5巻 帝国書院, 2014-15
- 『コロッセオの大ぼうけん』 (だいすき!トム&ジェリーわかったシリーズ. トムとジェリーのたびのえほん イタリア)作画. 河出書房新社, 2014.5
- 『世界にひとつのキッチン 家族みんなの笑顔が生まれるまで』 (工場/おしごと絵本) 作画. 河出書房新社, 2014.9
- 『おかしのまち』作・絵. フレーベル館, 2015.1
- 『江戸の妖怪一座』作・絵. フレーベル館, 2015.6
- 『おうちにかえろう』 (コドモエのえほん) 白泉社, 2015.7
- 『マダム・ミャーゴのひみつのいえ』作・絵. フレーベル館, 2016.10
- 『大坂城 絵で見る日本の城づくり』北川央監修. 講談社, 2016.11
- 『超入門!ニッポンのまちのしくみ 「なぜ?どうして?」がわかる本』福川裕一監修,淡交社編集局 編. 淡交社, 2019.3
- 『地獄めぐりの橋』 (ぴっかぴかえほん) 小学館, 2019.7

### 企業監修
- 『ヒヤリハットさんちへいってみよう! : Misawa safety report』絵・文,ミサワホーム総合研究所 企画・原案・解説. ミサワホーム総合研究所, 2009.3
- 『総合商社図鑑 未来をつくる仕事がここにある』三井物産監修,日経BPコンサルティング 編集. 日経BPコンサルティング, 2012.8
- 『コンサルティング会社図鑑 未来をつくる仕事がここにある』アビームコンサルティング監修, 日経BPコンサルティング 編集. 日経BPコンサルティング, 2013.12
- 『証券会社図鑑 未来をつくる仕事がここにある』野村ホールディングス監修,日経BPコンサルティング 編集. 日経BPコンサルティング, 2015.2
- 『航空会社図鑑 未来をつくる仕事がここにある』日本航空監修,日経BPコンサルティング 編集. 日経BPコンサルティング, 2016.12
- 『ITソリューション会社図鑑 未来をつくる仕事がここにある』野村総合研究所監修,日経BPコンサルティング 編集. 日経BPコンサルティング, 2016.4
- 『総合リース会社図鑑 (未来をつくる仕事がここにある)』三井住友ファイナンス&リース監修,日経BPコンサルティング 編集. 日経BP社, 2017.10
- 『リーテムの資源循環図鑑 創業111周年記念』リーテム, 2020.10
- 『再生可能エネルギー図鑑 (未来をつくる仕事がここにある)』Looop 監修,日経BPコンサルティング 編集. 日経BP, 2020.8